# Železniční stanice Telavivská univerzita

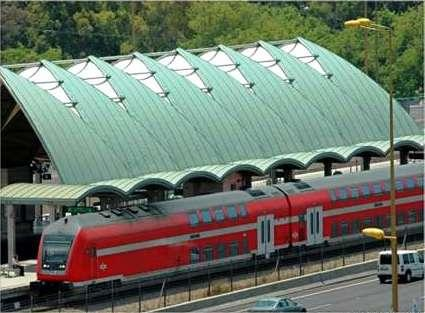
Budova železniční stanice

Železniční stanice Telavivská univerzita (hebrejsky תחנת הרכבת תל אביב אוניברסיטה, Tachanat ha-rakevet Tel Aviv Univerzita) je železniční stanice na pobřežní železniční trati v Izraeli. Využívají ji také vlaky na železniční trati Tel Aviv-Ra'anana.
Leží v centrální části Izraele, v pobřežní planině, necelé 3 kilometry od břehu Středozemního moře v nadmořské výšce okolo 20 metrů. Je situována do severovýchodní části Tel Avivu. Jde o hustě osídlenou městskou krajinu. Je situována do severojižního dopravního koridoru. Vede jím Ajalonská železniční trať, nejfrekventovanější železniční úsek v Izraeli a hlavní severojižní vlaková tepna telavivské aglomerace. Kromě železnice jím vede i  tzv. Ajalonská dálnice, která se jižně odtud kříží s třídou Sderot Rokach. Na severozápadě s ní sousedí Telavivská univerzita, na jihovýchodě výstavní areál Tel Aviv Exhibition Centre, na jihu prochází řeka Jarkon a přilehlý zelený pás (park Jarkon). Severně od stanice uhýbá z pobřežní tratě železniční trať, do severovýchodních částí aglomerace, k městům Bnej Brak a Petach Tikva (železniční trať Tel Aviv – Ra'anana).
Železniční trať byla v tomto úseku postavena až počátkem 50. let 20. století jako nová příbřežní trasa spojující Haifu a Tel Aviv. Nahradila tak dosavadní východněji ležící spojení (východní železniční trať), na kterou vlaky z Haify uhýbaly severně od města Chadera. Vlastní železniční stanice tu byla zřízena až v roce 2000 v rámci investic směřujících k posílení a zahuštění železniční sítě v aglomeraci Tel Avivu. Stanice je obsluhována autobusovými linkami společnosti Egged. K dispozici jsou parkovací místa pro automobily, prodejní stánky, automaty na nápoje, bankomat a veřejný telefon.